# Мистер Бин: Цртана серија
Мистер Бин: Цртана серија (енгл. Mr. Bean: The Animated Series), такође познато као Мистер Бин, британска је анимирана комедија ситуације коју је продуцирао Tiger Aspect Productions у сарадњи са Richard Purdum Productions, Varga Holdings и Sunwoo Entertainment (током прве три сезоне). Базирана на истоименој британској телевизијској серији креираном од стране Ричарда Кертиса и Роуана Аткинсона, серија се фокусира на Мистер Бина, Тедија, Ирму Габ и мистериозног возача аутомобила са додатком ликова као што су гђа. Викет, Мистер Бинова газдарица куће и њена зла мачка Скрепер. Серија је најављена у фебруару 2001, док је емитовање убрзо почело.
Почевши са емитовањем 5. јануара 2002. и завршавши 2. јуна 2004, приказане су три сезоне и 52 епизоде, док се свака епизода састоји од два једанаестоминутна сегмента. Прве две сезоне су емитоване на ITV1 током прајм тајм недељног програма. Од маја 2004, серија је престала са емитовањем на ITV1, док се трећа и последња сезона приказује дневно на CITV због млађе публике коју је серија привукла.
У јануару 2014, CITV најављује нове епизоде серије са Роуаном Аткинсоном који даје глас Мистер Бину, заједно са осталом гласовном екипом. Нове епизоде се емитују од 16. фебруара 2015, чије приказивање још траје. Нове епизоде садрже више правог дијалога него ранијих звучних ефеката и мрмљања.
У Србији се серија приказивала на ТВ каналима Happy, Minimax, Студио Б и Boomerang, без синхронизације, с обзиром да је дијалог слабо био присутан у серији. Од 27. августа 2021. године се приказује на стриминг услузи HBO Go, синхронизована на српски. Синхронизацију је радио студио Tik Tak Audio. Српске гласове позајмљују Марко Мрђеновић, Јована Јеловац Цавнић и Ђурђина Радић.